# Iglesia de San Sebastián (Agüimes)
La parroquia matriz de San Sebastián o de la villa de Agüimes, en la provincia de Las Palmas, es una valiosa muestra de lo que significó en el archipiélago canario la corriente artística del estilo neoclásico.

## Historia
La actual iglesia parroquial de San Sebastián en la Villa de Agüimes comenzó a construirse en 1787, debido a que la anterior resultaba insuficientemente espaciosa. Los planos fueron diseñados por el canónigo y arquitecto Diego Nicolás Eduardo. La construcción se llevó a cabo en tres fases: la primera de 1796 a 1837, la segunda de 1876 a 1888 cuando fue inaugurada, y la tercera de 1920 a 1940, momento en que se consideró terminada.
Durante todo este tiempo, hubo dos largas interrupciones de 39 y 51 años, respectivamente. 

## Descripción
Se trata de una iglesia de tres naves, con bóvedas de medio cañón separadas por columnas toscanas y arcos de medio punto. En el crucero, sobre los arcos torales y pechinas, se levanta el cimborrio, elegantísimo y único en Canarias, con doce ventanales en el tambor.
En el patrimonio artístico insular, el templo de la villa de Agüimes es un monumento de singular relieve que merece protección.